# Jørgen Clausen
 Ikke at forveksle med Jørgen Mads Clausen.
Jørgen Clausen (født 12. maj 1956 i Nakskov) er en dansk erhvervsmand og tidligere adm. direktør for FDB og vicekoncernchef i Coop Norden.

## Levnedsløb
Jørgen Clausen blev født i 1956 i Nakskov som søn af assurandør Aksel Clausen og afdelingssygeplejerske Ellen Clausen (født Vraa-Jensen). Jørgen blev student fra Nakskov Gymnasium i 1976 og uddannet som "Industriekaufmann" hos Siemens AG i Tyskland i 1979. Han fik i 1983 en HD i regnskabsvæsen.
Clausen gjorde karriere i en række private virksomheder og kom i 1996 til FDB som koncernøkonomidirektør. 1999 blev han adm. direktør for FDB, og 2001-2002 var han vicekoncernchef i Coop Norden-koncernen. Han forlod Coop Norden i 2002 som en direkte konsekvens af, at han var blevet forbigået som koncernchef for den samlede nordiske organisation. Han var efterfølgende direktør i DT Group 2002-2011 og derefter direktør for Buresø Invest.

## Privatliv
Jørgen Clausen blev i 1984 gift med cand.scient.soc. Birgitte Clausen.

## Andet
Jørgen Clausen er optaget i Kraks Blå Bog.